# Quebrada Caroata
La Quebrada Caroata en la actualidad esta quebrada corre hoy en su mayor parte embaulada  por debajo de la urbanización el Silencio y el casco central de la ciudad de Caracas. Se origina  en el ramal de la cordillera llamado Catia donde recibe las aguas de diversas quebradas  como son: Agua Salada, Agua Salud y El Polvorín que se localizan por sobre los 1400 m s. n. m. La quebrada Caroata es origina en la confluencia del Topo Las Piñas a 1316 m s. n. m., de allí avanza hacia el este hasta El Calvario  donde enrumba hacia el sur para desembocar en el  Guaire frente  a la urbanización El Paraíso.

## Toponimia
El  nombre de Caroata, Caruata o Carguata  provienen de las voces indígenas Chaima y Cumanagota que habitaban en la zona de Catia y cuyo significado en estas lenguas hacia referencia al maguey o cocuisa.

## Infraestructura histórica

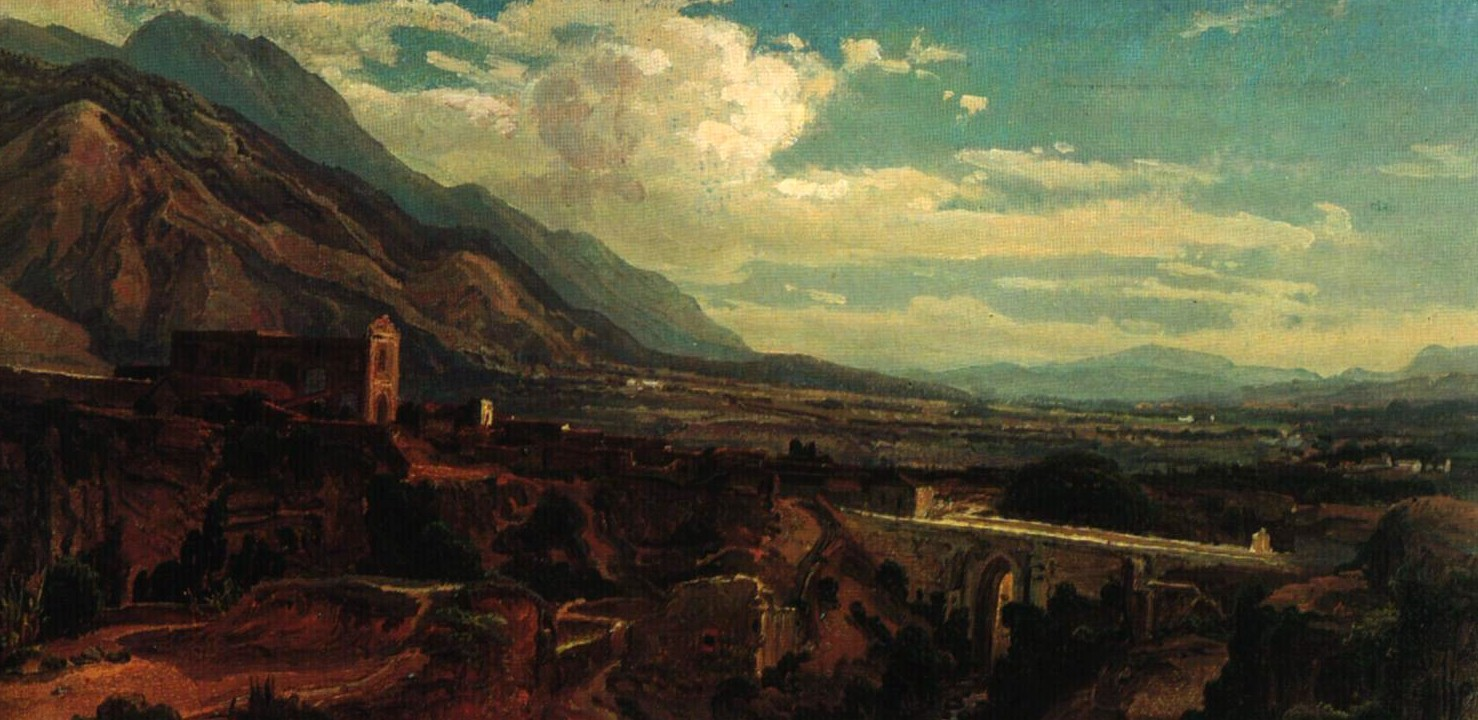
Paisaje de Caracas con viaducto y puente de la Trinidad. (c.1844-1845) autor: Ferdinand Bellermann

Sobre el curso de esta quebrada se halla el puente La Trinidad construido por Juan Domingo del Sacramento Infante quien también construyó el Puente Carlos III sobre el Río Catuche y la Iglesia de la Santísima Trinidad actual Panteón Nacional. El puente fue construido a mediados del siglo XVIII a base de piedra y calicanto. Este puente fue inmortalizado en un óleo del pintor alemán Ferdinand Bellermann titulada: Paisaje de Caracas con viaducto y puente de la Trinidad (1844-45).

### Videos
- Youtube: Quebrada Caroata, El Silencio, Caracas

- Datos: Q6094207